# 里昂国立高等建筑学校
里昂国立高等建筑学校（法語：École nationale supérieure d'architecture de Lyon）是法国里昂大都会的一所建筑学校，位于沃昂沃兰。学校隶属于法国文化部，是法国20所公立建筑学校之一。学校建筑由Françoise-Hélène Jourda与Gilles Perraudin两位银三角尺奖获得者设计。 

## 历史
里昂建筑学校在允许地方政府成立建筑学校的1903年1月23日法案颁布后成立。学校是继鲁昂、里尔、马赛和雷恩后第五个成立建筑学校的城市。 
在学校建立前，只有一个集中了所有建筑师的建筑学术会。 学术会由Sicard领导，并提供十多种教学科目。 
学校在成立之初就获得了成功，建设科目自1907年起由托尼·加尼耶授课。项目工作室等时间课程在托尼·加尼耶的指导下由Eugène Huguet管理。Eugène Huguet同时也教授装饰科目以及建筑理论的课程。在战争期间学校人数有所下降，1917年，Edouard Herriot决定关闭学校
1945年，Louis Piessat与Bourdeix重新开始事务所工作并并命名为"Atelier Tony Garnier"。

## 教学
学校与里昂二大合作颁发建筑学博士文凭。

## 校友
- 托尼·加尼耶（1906年-1940年期间任教）

## 外部連結
- 官方网站